# John Swartling
John Axel Swartling, född den 3 maj 1866 i Norrköping, död den 26 november 1952 i Stockholm, var en svensk bankman. Han var son till Axel Swartling och far till Carl Swartling.

## Biografi
Swartling blev juris kandidat vid Uppsala universitet 1889. Han var 1892–1896 direktör i Skandinaviska kreditaktiebolagets kontor i Norrköping och 1896–1907 vice verkställande direktör i Nordiska kreditbanken. Swartling blev verkställande direktör i Allmänna hypotekskassan för Sveriges städer 1907 och var verkställande direktör i Konungariket Sveriges stadshypotekskassa 1909–1936. Han är begravd på Ova kyrkogård.